# Subespecies de Canis lupus
Los lobos (Canis lupus) son todavía, a pesar de la persecución de que han sido objeto, los cánidos con la distribución más amplia. Habitan en toda Eurasia y Norteamérica y han sido introducidos en Australia. Su hábitat varía desde los témpanos de hielo de Groenlandia a los desiertos de Arabia o las selvas de la India. Tan vasta distribución ha permitido la aparición de distintas subespecies, que se diferencian en el tamaño, color y longitud del pelaje o proporciones del morro o las orejas. Se han descrito más de cincuenta subespecies de lobo. No obstante, revisiones posteriores han ido condensando la lista de subespecies, reduciéndolas en algún caso hasta trece (una cifra más realista), quince si se incluye al perro (Canis lupus familiaris) y al dingo (Canis lupus dingo) y diecisiete contando dos subespecies[¿cuál?] recientemente[¿cuándo?] extinguidas.

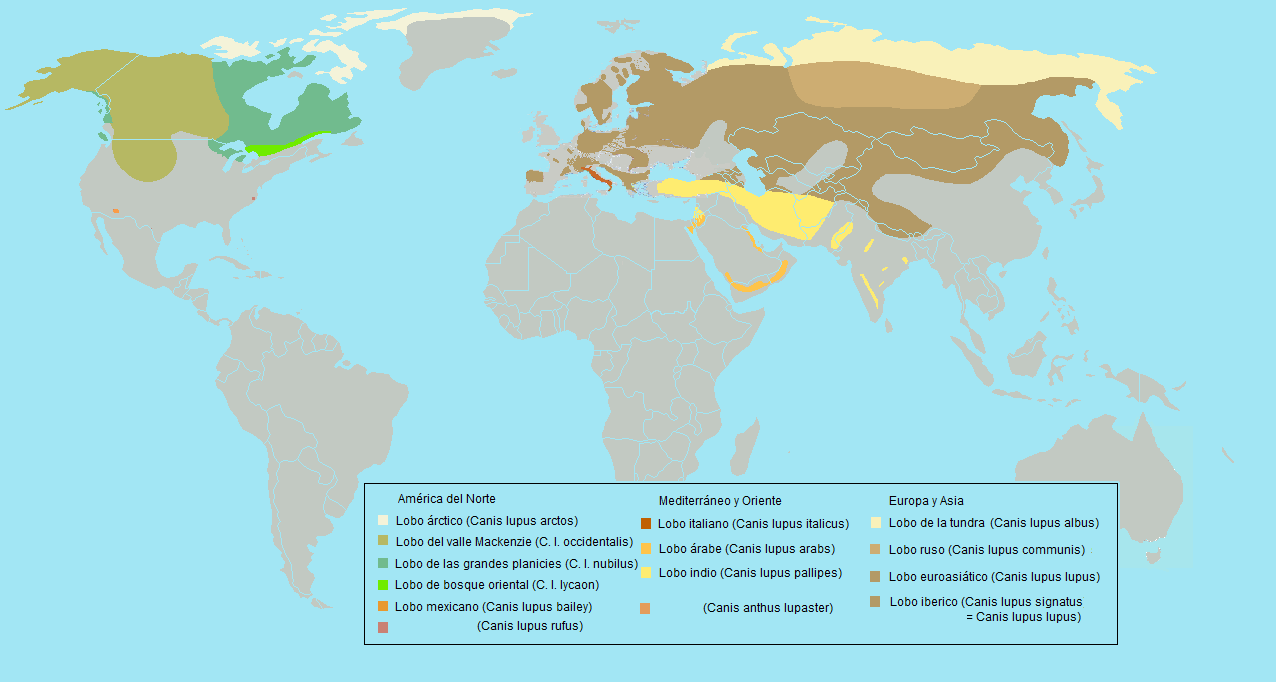
Principales áreas de distribución actual de las subespecies de lobo.

El perro está considerado una subespecie doméstica del lobo bajo el nombre de Canis lupus familiaris, a pesar de las múltiples formas domésticas existentes. Aquí se da una breve descripción de las subespecies salvajes y su estado actual:

## Lobos de Europa, Asia y Oceanía

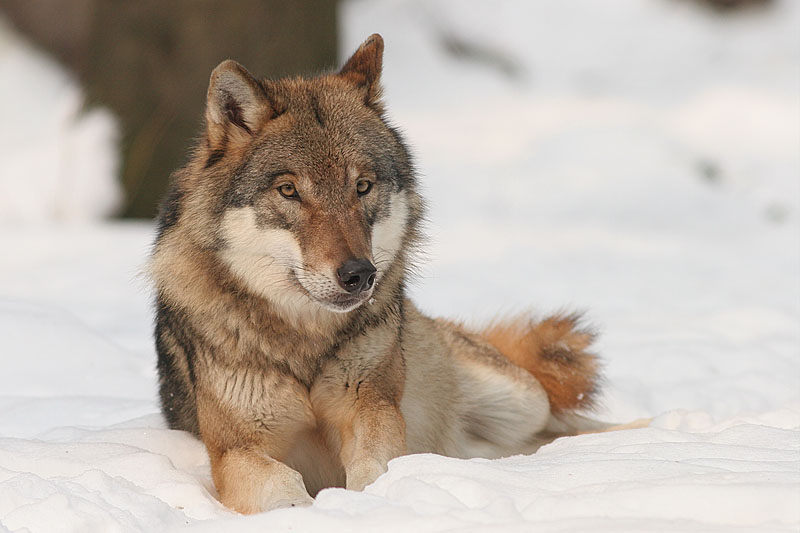
Lobo europeo (Canis lupus lupus). Norte de Europa.

- Lobo europeo (Canis lupus lupus): El lobo más típico, de tamaño medio y pelaje grisáceo a oscuro. Habita en los bosques de Europa y Rusia, aunque ha desaparecido de muchos lugares donde habitaba antiguamente.

Habitualmente se divide esta subespecie en variedades, consideradas también en ocasiones como subespecies:

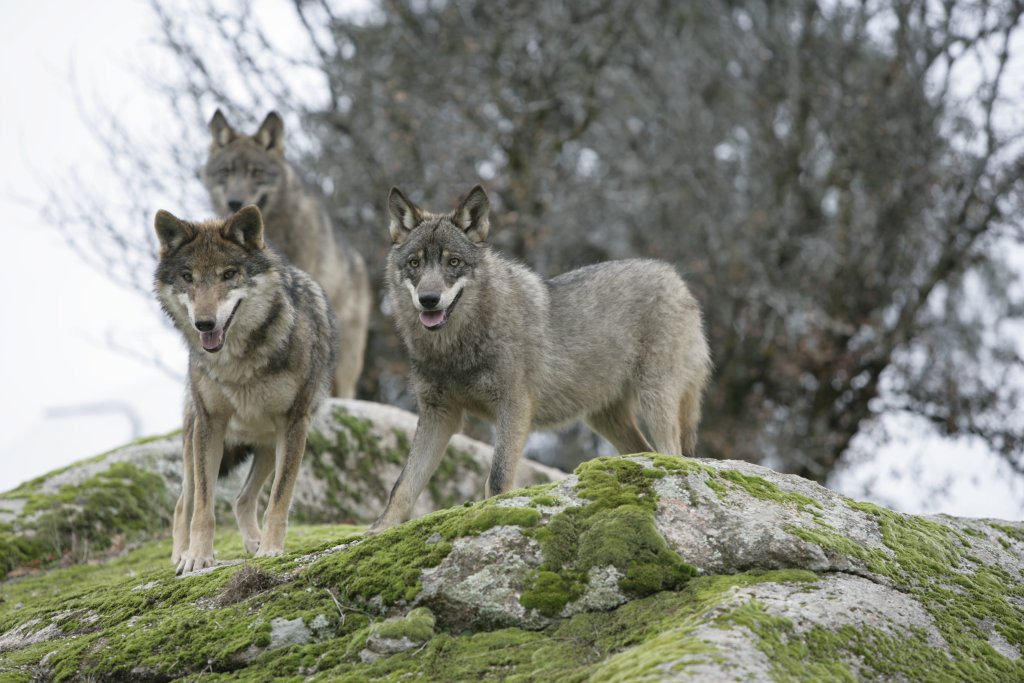
Lobo ibérico (Canis lupus signatus).

- Lobo ibérico (Canis lupus signatus): Antaño presente en toda la península ibérica, estuvo a punto de extinguirse en los años 70, aunque pudo ser salvado gracias a la labor de varios naturalistas y divulgadores como Félix Rodríguez de la Fuente. Hoy es un animal protegido y se encuentra en expansión: se tiene noticia de que las poblaciones asentadas en Castilla y León están avanzando hacia Extremadura, Madrid y Guadalajara. Las poblaciones andaluzas han tenido menos suerte y parece que los últimos lobos de Sierra Morena han desaparecido en los últimos años.[cita requerida] Abunda al noroeste de la Península. El tamaño es medio, algo más pequeño que otros lobos europeos, con un color pardo-grisáceo y manchas negras en los pies (de ahí el nombre signatus).

- Lobo levantino (Canis lupus deitanus): Al igual que el lobo ibérico, fue nombrada por Cabrera en 1907, pero en este caso siempre ha habido muchas dudas de su autenticidad, pues fue descrito a partir de varios animales que estaban cautivos en Murcia y no se han observado en estado salvaje. Los lobos levantinos eran bastante más pequeños que los ibéricos, de pelo rojizo y corto. Probablemente los ejemplares de Cabrera fuesen sólo individuos aberrantes de lobo ibérico. En cualquier caso, no se tiene noticias de ellos desde principios del siglo XX.

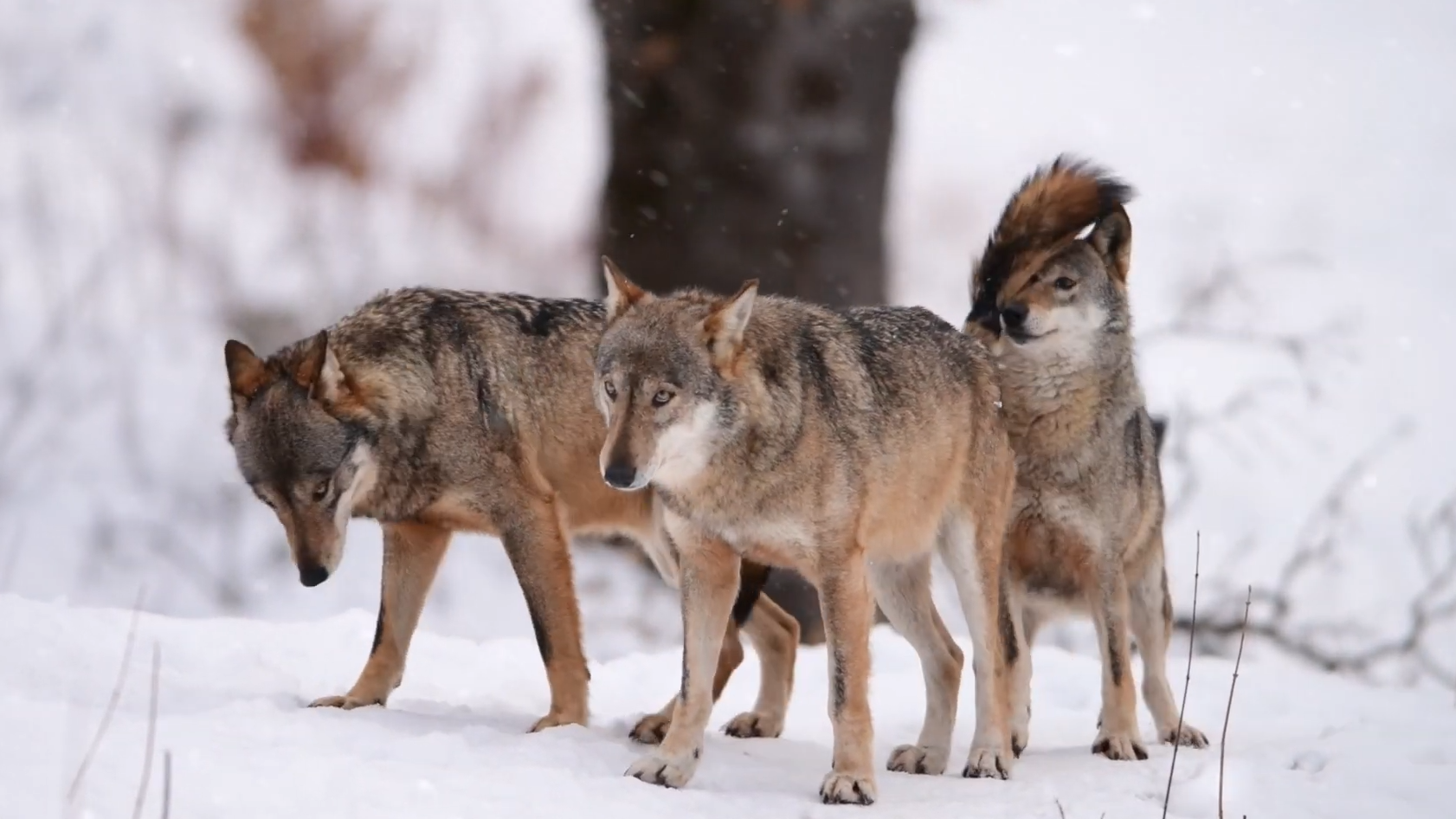
Lobo italiano (Canis lupus italicus).

- Lobo italiano (Canis lupus italicus): De aspecto intermedio entre el lobo ibérico y el típico de Europa central y del este, habita los montes Apeninos, extendiéndose en la actualidad por la cordillera alpina italiana, francesa y hasta suiza. Algunos ejemplares han llegado recientemente al sur de Francia y al Pirineo catalán, incluso hay indicios de que han llegado al Macizo de los puertos de Tortosa-Beceite, en la confluencia de Tarragona, Teruel y Castellón.

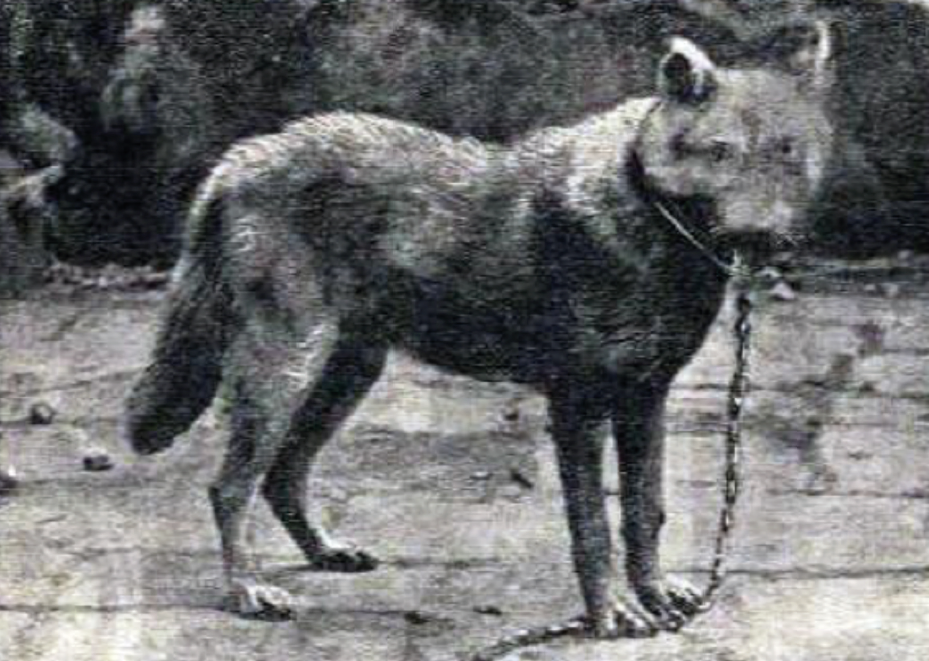
Lobo siciliano (Canis lupus cristaldii): foto del.

- Lobo siciliano (Canis lupus cristaldii (†): Extinguido en el siglo XX; se le dio el estatus de subespecie en el 2018 tras examen de restos y, de ellos, del genoma mitocondrial. Era de menor tamaño y de pelaje más claro que el italiano.

- Lobo rumano (Canis lupus minor): Presente en Europa central y hoy en día bastante escaso, aunque sigue estando bien representado en los Balcanes.

- Lobo ruso (Canis lupus communis): El más abundante de los lobos europeos y el de más amplia distribución, presente en Europa del este y Rusia, así como el sur de Siberia hasta el Océano Pacífico.

- Lobo de tundra (Canis lupus albus): Lobo de gran tamaño y pelo largo y claro, con el que hace frente al clima frío de las tundras eurasiáticas, desde Finlandia al estrecho de Bering y Kamchatka. Su distribución se superpone ocasionalmente con la del lobo ruso, aunque no frecuenta tanto los bosques como éste.

- Lobo árabe (Canis lupus arabs): Lobo pequeño (sólo 66 cm en la cruz) y delgado, de orejas más desarrolladas que los demás y pelo muy corto, de color grisáceo a amarillento, más oscuro en el dorso. Recuerda vagamente a un chacal. Habita en las zonas menos extremas del suroeste de la península arábiga, por donde vaga en pequeños grupos.

- Lobo estepario (Canis lupus campestris): En ocasiones se divide en dos variedades, desertorum y cubanensis (aunque ésta se considera otras veces como variedad del lobo tibetano). En ambos casos, se trata de lobos pequeños pero robustos, de pelo gris corto, adaptados a la vida en las estepas y desiertos de Rusia meridional y Asia central.

- Lobo tibetano o del Himalaya (Canis lupus chanco): De color grisáceo claro casi blanquecino, presenta tonalidades pardas en la parte superior del cuerpo. Se distribuye por todo el Asia central llegando hasta Mongolia por el norte y al Himalaya occidental por el oeste. En menor medida se puede encontrar en la Península de Corea.

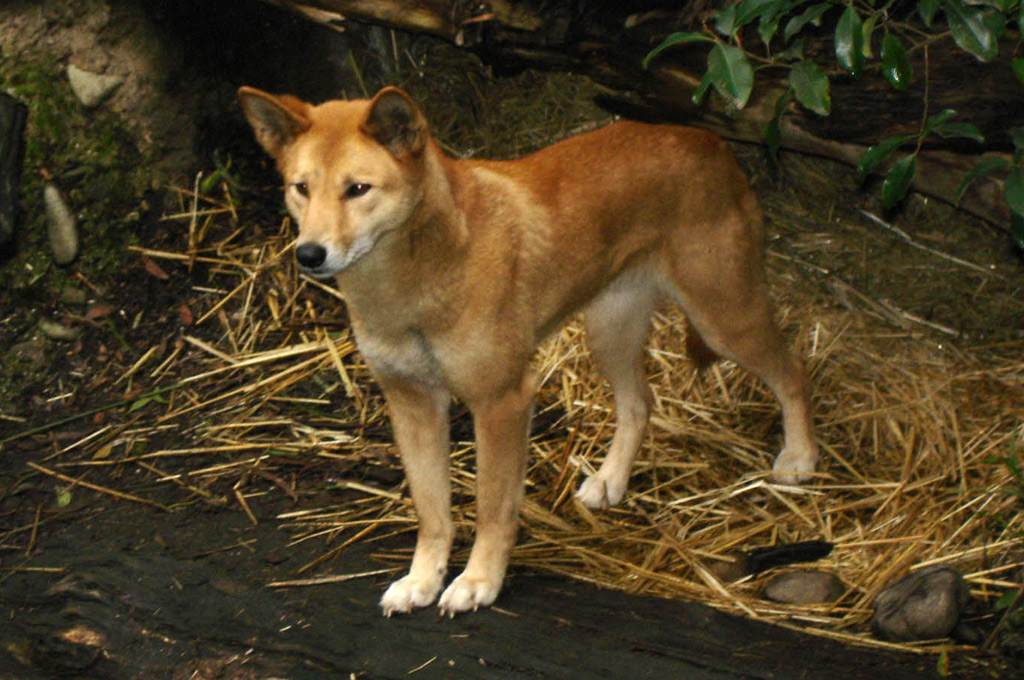
Dingo.

- Dingo (Canis lupus dingo): Debido a su aislamiento reproductivo respecto a cualquier raza de perros domésticos desde que fuera introducido en Australia hace 3500 años, el dingo se considera una subespecie de lobo aparte. Similar en cabeza y proporciones a los perros del sureste asiático, aunque más grande y robusto, habita en pequeños grupos en toda Australia, donde se alimenta preferentemente de canguros y (desde el siglo XIX) de ovejas que roba en las granjas, lo que le ha hecho impopular y por lo que ha sido perseguido en otros tiempos.

- Lobo de Gansu (Canis lupus filchneri): Llamado así por habitar principalmente la región de mismo nombre ubicada en el centro de China.

- Perro cantor de Nueva Guinea (Canis lupus hallstromi): Es un pariente del dingo australiano nativo de Nueva Guinea. Ha permanecido aislado de los otros cánidos durante al menos seis mil años, convirtiéndolo posiblemente en el más antiguo de los perros paria. Es único en su habilidad para aullar de forma similar al lobo, pero al contrario que éste, el Canis hallstromi es capaz de modular el tono, de forma que parece cantar cuando aúlla, por lo que le viene el nombre. Su aspecto es parecido al del zorro, con un doble pelaje que varía en color del rojo al marrón, y tiene unas característicamente grandes muelas carniceras. Los adultos son de unos 36 a 46 cm de alto, y pesan de 8 a 14&nvsp;kg.

- Lobo de Hokkaido (Canis lupus hattai = Canis lupus rex)(†): Subespecie de lobo difundida antiguamente en la isla japonesa de Hokkaidō y tal vez en la isla de Sajalín, de tamaño medio y pelo pardo claro a gris-blanquecino. Se considera extinta en la actualidad.

- Lobo de Honshu (Canis lupus hodophilax)(†): Pequeño lobo de color pardo que habitaba en zonas montañosas de las islas japonesas de Honshu, Shikoku y Kyushu. Las orejas y el morro corto lo asemejaban a un perro de la raza Akita Inu, su probable descendiente doméstico. Tradicionalmente considerado como un dios protector por la religión sintoísta, fue tolerado y alimentado desde antaño por los campesinos japoneses, por lo que esta subespecie se volvió bastante dócil con el tiempo. Todo cambió con la llegada de la Era Meiji, que consideró este animal como un peligro para las nuevas granjas y plantaciones al estilo occidental que se construyeron durante la modernización del país. La caza y la tala masiva de bosques lo llevó al borde de la extinción. Una epidemia de rabia le dio el golpe de gracia en 1905.

- Lobo tibetano (Canis lupus laniger): De tamaño medio a grande, esta subespecie no defiende un territorio como las otras, sino que lleva una vida nómada. El pelo es hirsuto, con una coloración que va de pardo a grisáceo y negro. Habita en los desiertos fríos de China, Mongolia y Manchuria.

- Lobo indio (Canis lupus pallipes): Parecido al lobo árabe, también de orejas desarrolladas y pelo corto, aunque más oscuro y de tamaño mayor. Se cree que fue uno de los primeros lobos domesticados y "padre" de varias razas de perros asiáticos actuales. Difundido desde Irán a la India central, hoy está en franca regresión debido a la caza y el mestizaje con perros asilvestrados.

- En 2012 se ha descrito Canis lupus maximus,[1] una subespecie que vivió en Europa occidental durante el Pleistoceno superior; se trata de la más grande de las conocidas hasta ahora.

## Lobos de Norteamérica
- Lobo gigante de Kenai (Canis lupus alces) (†): Gran lobo, mayor que cualquiera de las subespecies vivas en la actualidad, que habitaba en la Península de Kenai, al sur de Alaska. El nombre de este lobo proviene de su presa más frecuente, el alce (Alces alces). Fue cazado hasta su extinción en 1935.

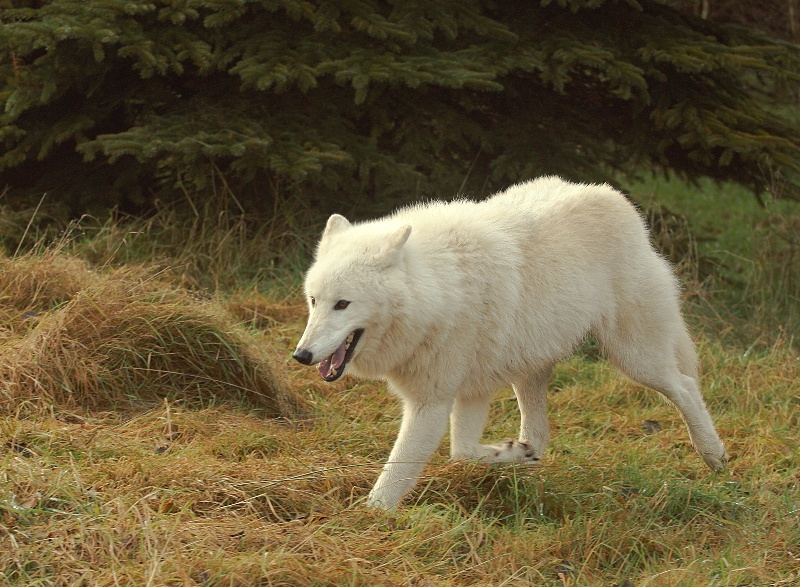
Lobo Ártico.

- Lobo Ártico (Canis lupus arctos): Rivaliza en tamaño con el lobo de Alaska. Presenta una capa de pelo largo y totalmente blanco, en ocasiones rota por una poco marcada tonalidad grisácea en el dorso. Habita en las islas más septentrionales y banquisas de hielo del ártico canadiense.

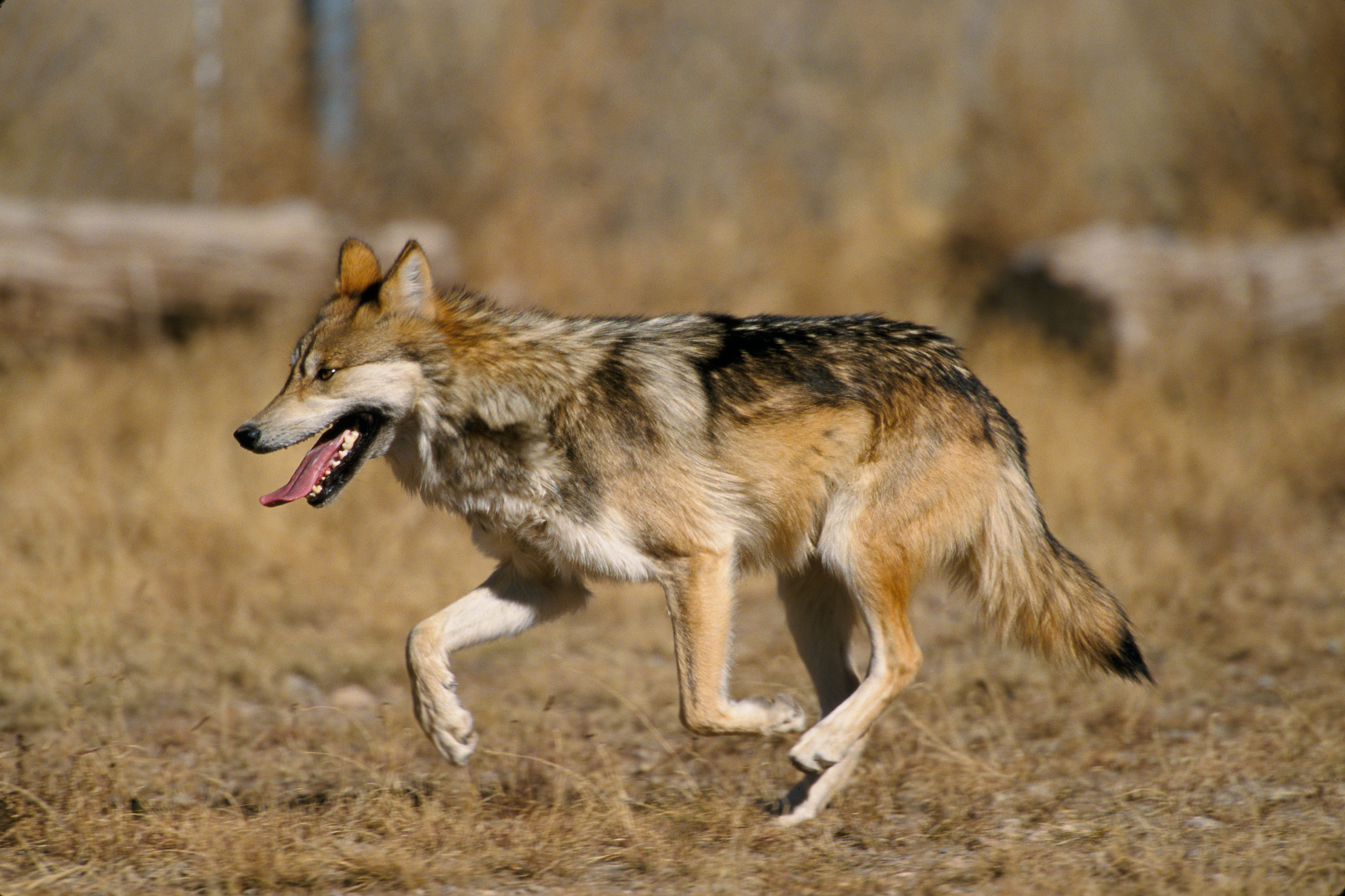
Lobo mexicano.

- Lobo mexicano (Canis lupus baileyi): Único lobo presente en las tierras altas mexicanas, llegando por el norte hasta Nuevo México y Arizona, típico de los bosques de hoja perenne de la zona. El manto de pelo es claro en las patas y la parte inferior del cuerpo, y oscuro en dorso y frente. En el cuello hay una banda de pelo claro y más largo. En la actualidad sobreviven poco más de seiscientos ejemplares en zonas protegidas y parques zoológicos.

- Lobo de Terranova (Canis lupus beothucus)(†): Subespecie desaparecida que habitó la isla de Terranova de color blanquecino, con un peso medio de 45 kilos y 180 centímetros de longitud.

- Lobo de Bernard (Canis lupus bernardi)(†): Lobo de pelo largo blanquecino, pardo en el lomo y con una raya negra a lo largo del dorso. Antiguamente difundido en el archipiélago Victoria, se extinguió como consecuencia de la caza en 1952.

- Lobo de la Columbia Británica (Canis lupus columbianus)(†): Lobo de gran tamaño y pelo largo, de color marrón oscuro o negro. Hoy en día extinto, antiguamente estaba presente en la Columbia Británica, Alberta y el curso del Yukón.

- Lobo de Vancouver (Canis lupus crassodon): Lobo de coloración gris-negra salpicada ocasionalmente de marrón, y tamaño medio. Se encuentra en la isla canadiense de Vancouver.

- Lobo de Florida (Canis lupus floridanus)(†): Actualmente extinta esta especie habitó los bosques de Florida.

- Lobo de la Cordillera de las Cascadas (Canis lupus fuscus)(†): De pelaje marrón oscuro salpicado de negro, extinto hacia 1940. Antes se encontraba a lo largo de la costa del Pacífico, desde el suroeste de Canadá hasta el norte de California.

- Lobo de Manitoba (Canis lupus griseoalbus)(†): Probablemente extinto, aunque a veces se producen avistamientos. Antes difundido en Manitoba central y el norte de Saskatchewan.

- Lobo de la Bahía de Hudson (Canis lupus hudsonicus): Lobo de tamaño medio y pelaje largo y claro, nómada. Se desplaza siguiendo las migraciones de caribúes y se le puede encontrar en Alaska, Canadá y oeste de Estados Unidos. Se le confunde en ocasiones con el lobo de tundra americano.

- Lobo del norte de las Montañas Rocosas (Canis lupus irremotus): Antaño distribuido en las Rocosas y el sur de Alberta, se considera extinto en la actualidad, aunque en ocasiones se producen avistamientos en Montana.

- Lobo de Labrador (Canis lupus labradorius): Lobo de coloración gris en todo el cuerpo, salpicada de blanco en algunos ejemplares. Habita en la Península de Labrador y norte de Quebec.

- Lobo del Archipiélago Alexander (Canis lupus ligoni): Lobo pequeño de pelo corto y oscuro (generalmente negro) natural de las islas del Archipiélago Alexander, en el extremo sureste de Alaska.

- Lobo del este de EE. UU. (Canis lupus lycaon): Lobo de tamaño medio y coloración variable, antiguamente presente al este de Norteamérica, desde el sureste de Canadá a Florida, aunque hoy ha descendido mucho debido a la presión humana. Esta especie fue la primera que se describió en América del Norte (1775) y algunos autores la consideran una especie diferente de Canis lycaon.

- Lobo del Río Mackenzie (Canis lupus mackenzii):  Habita en los territorios del noroeste canadiense. Recibe su nombre por el río Mackenzie.

- Lobo de Baffin (Canis lupus manningi): El más pequeño de los lobos árticos, no reconocido como subespecie independiente hasta 1943. Habita en la isla de Baffin y otras islas menores adyacentes.

- Lobo mogollón (Canis lupus mogollonensis)(†): Llamado así por los indios mogollón de Arizona y Nuevo México, en cuyas tierras habitaba. De pelaje normalmente oscuro, se extinguió en 1935.

- Lobo tejano (Canis lupus monstrabilis)(†): Lobo de pequeño tamaño y pelo oscuro, aunque algunos ejemplares presentaban ocasionalmente coloración blanca. Antiguamente difundido al oeste de Texas y Nuevo México, se extinguió en 1942.

- Lobo de pradera (Canis lupus nubilus): Lobo de tamaño medio y pelo de color pardo claro, teñido de gris en cabeza y dorso, que usaba para camuflarse entre las hierbas de las grandes llanuras de EE. UU., desde el sur de Manitoba y Saskatchewan al norte de Texas. Se considera extinto de gran parte de EE. UU. desde mediados del siglo XX quedando algunas poblaciones al este de los Grandes Lagos principalmente en el estado de Minnesota.

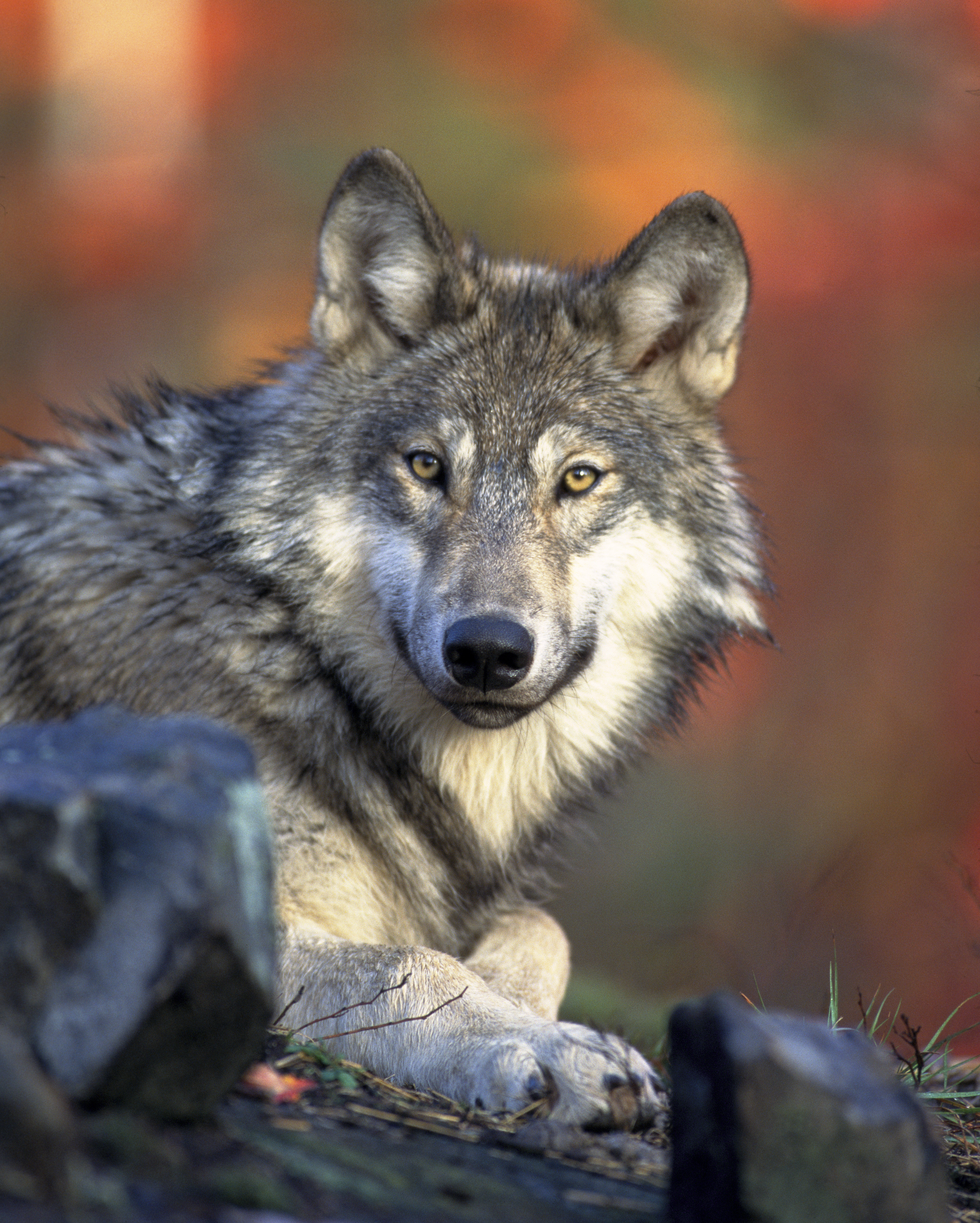
Canis lupus occidentalis.

- Lobo del Valle Mackenzie (Canis lupus occidentalis): Otro lobo de gran tamaño de color variable entre el negro y el gris blanquecino. Fue descubierto en el valle del Río Mackenzie, de donde recibió el nombre. Su área de distribución se extiende desde el Océano Glacial Ártico hasta el norte de Alberta.

- Lobo de Groenlandia ( Canis lupus orion): Subespecie de dudosa identidad, antaño difundida al noroeste de Groenlandia. Muchos biólogos la consideran una variedad del lobo ártico. Actualmente extinta o próxima a la extinción.

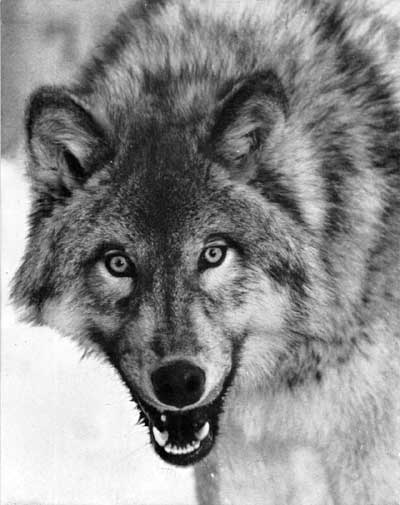
Lobo de Alaska.

- Lobo de Alaska (Canis lupus pambasileus): Difundido en los bosques de Alaska y el noroeste de Canadá, de color gris, casi negro en el dorso y frente, similar a un perro de raza Husky. Actualmente, es el lobo más grande de América y probablemente del mundo.

- Lobo de tundra americano (Canis lupus tundrarum): De gran tamaño y color claro, muy similar al lobo de tundra asiático pero de pelo más corto. Habita en las tundras del norte de Alaska.

- Lobo del sur de las Montañas Rocosas (Canis lupus youngi)(†): De pelo claro, también se extinguió hacia 1935. Se encontraba difundido en Utah, Arizona, Nuevo México, Colorado y Wyoming.